# Calderero

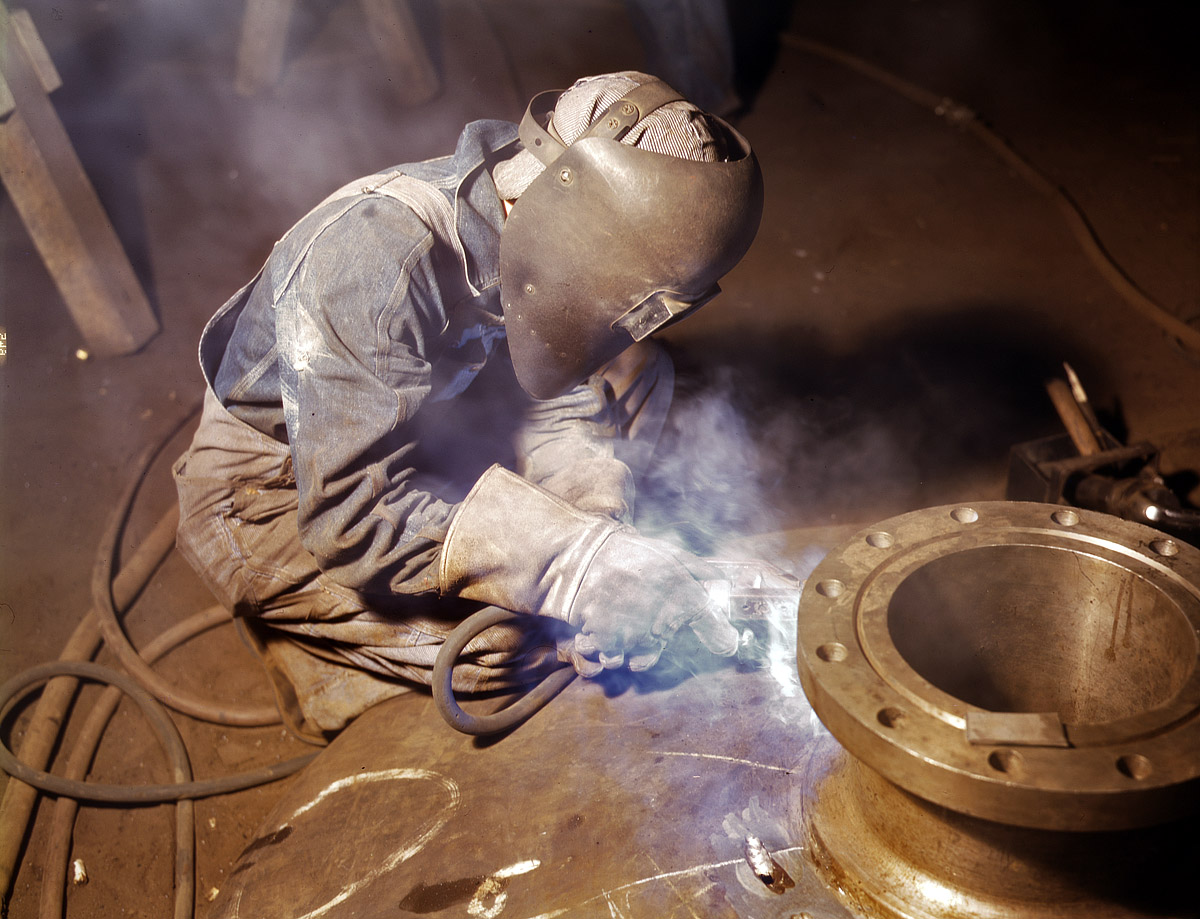
Un calderero de Tennessee, en 1942.

En la metalurgia, un calderero o pailero (también calderero industrial o pailero industrial) es la persona que se dedica a la construcción o mantenimiento de depósitos, estructuras metálicas, tuberías, cisternas y chapas, aptos para el almacenaje y transporte de sólidos en forma de granos o áridos, líquidos y gas, así como todo tipo de actividades de construcción naval.

## Formación y requisitos
- Formación Profesional (F.P)
- Cursos de calderero industrial en centros privados